# Selma Bajrami
Selma Bajrami (* 4. Juli 1980 in Tuzla) ist eine bosnisch-herzegowinische Pop- und Turbo-Folk-Sängerin.

## Leben
Bajramis Großvater, wie ihr Vater Fadil ein Kosovo-Albaner, wanderte 1965 aus Gjakova nach Tuzla zu, während die Familie ihrer Mutter Enesa, einer Bosniakin, seit mehreren Generationen in Tuzla lebt.
Ihre ersten Alben waren nur in Bosnien und der dazugehörigen Diaspora ein Erfolg. Im Jahr 2005 schrieb aber Dragan Brajovic einen Hit für sie, Kakvo Tijelo Selma Ima („Was für einen Körper Selma hat“), der ihr auch einen Bekanntheitsgrad in Serbien verschaffte. Im Jahr 2007 unterschrieb sie einen Plattenvertrag mit der in Neu-Belgrad ansässigen Grand produkcija und veröffentlichte ihr Album Ostrvo Tuge (Insel der Trauer). Nach einem weiteren Album im Juni 2010 mit dem Titel Voli me do Bola (Liebe mich bis zum Schmerz) kam im Juli 2014 ihr 8. Album mit dem Titel Tijelo bez duše (Körper ohne Seele) raus. Sie unterschrieb dabei einen Plattenvertrag mit der Firma City Records, die ebenfalls in Belgrad ihren Sitz hat.

### Karriere
Zu Beginn ihrer professionellen Karriere war sie Teil der Musik-Gruppe If, welche sie später verließ.
Ihr erstes Album „kad suza ne bude...“ (Wenn keine Tränen übrig sind...) wurde 1998 vom Label Nimfa Sound veröffentlicht. Das Album wurde in Belgrad aufgenommen und wurde zu einem Großteil von Milić Vukšinović geschrieben und komponiert.
Ihr zweites Album „Ljubav si ubio gade“ (Du hast die Liebe getötet, du Abschaum), wurde von Mića Nikolić produziert. Das dritte Album wurde 2001 veröffentlicht und von Dejan Abadić produziert. Dieses unterscheidet sich vom Stil von ihren vorherigen Alben.
„Žena sa Balkana“ (2002, Frau vom Balkan) war ihr viertes Album. Das Lied „Žena sirena“ („Sirene“) wurde zu ihrem Spitznamen.
Die Liedschreiber des fünften Albums „Kakvo tijelo Selma ima“(Was für einen Körper Selma hat) waren Dragan Brajović Braja, Dragiša Baša and Nanin aus Tuzla. Dieses Album war das zweite, welches unter Dejan Abadićs Leitung produziert wurde.
Ihr sechstes Album „Ostrvo tuge“ (2007, Insel der Trauer) was das erste der zwei aufeinanderfolgenden Projekte des Labels Grand Production.
Bajramis siebtes Album, welches „Zakon Duše“ (2007, Gesetz der Seele) heißt, wurde im Mai 2010 veröffentlicht. Die Hauptsingleauskopplungen „Đavolica“ und „Farmerice“ wurden 2009 veröffentlicht. Das Musikvideo zu Farmerice wurde in einer Diskothek in Tuzla gedreht und am 24. Dezember 2009 erstausgestrahlt.
Bajrami hat im Jahre 2012 mit der Arbeit an ihrem achten Studioalbum begonnen. Die Premiere ihrer Hauptsingle „James Dean“ war im Dezember desselben Jahres. Darauf folgten "Nisam ti oprostila", "Moje milo", "Tijelo bez duše" und "Samo tvoje oči". Das ganze Album, Selma Bajrami wurde am 23. Juli 2014 durch Hayat Production und City Records veröffentlicht.

### Privatleben
Bajrami lernte ihren ersten Ehemann im März 2003 kennen und heiratete ihn sechs Monate später. Die Ehe wurde bereits im Februar 2004 geschieden.
Am 22. Dezember 2011 heiratete sie zum zweiten Mal und zog zu ihrem Mann nach Wien. Diese Ehe wurde im Oktober 2014 geschieden.

## Diskografie

### Alben
- 1998: Kad suza ne bude…
- 1999: Ljubav si ubio gade
- 2001: Revolucija
- 2002: Žena sa Balkana
- 2004: Kakvo tijelo Selma ima
- 2007: Ostrvo tuge
- 2010: Zakon sudbine
- 2014: Selma
- 2024: Embargo

### Singles (Auswahl)
- 2001: Svi Ste Vi Isti
- 2001: Ne Mogu Te Voljeti…
- 2004: Kakvo tijelo Selma ima
- 2007: Lijepe Žene
- 2010: Bakšiš
- 2010: Farmerice
- 2021: Neka Gori Ova Noć (mit Belmin)